# 弗洛勒斯岛
弗洛勒斯或花島（葡萄牙語：Flores，“花”的意思）是印尼小巽他群岛中的一个岛屿，人口约180万，其人口與土地面積於印尼排名第十，最大城市是毛梅里。
弗洛勒斯位於松巴哇岛和科莫多岛以东，阿洛群岛以西；其东南方则是帝汶岛，南面越过松巴海峡则是松巴岛，北隔弗洛勒斯海和苏拉威西岛相望。
島上曾有已绝种人屬中存活最久的佛羅勒斯人居住，直到約5萬年前滅絕。
1992年12月12日，弗洛勒斯島發生規模7.8的地震，並引發25米高的海嘯，災情嚴重。2021年4月4日，當地亦發生暴雨，造成至少23死5人失蹤。

## 动植物
弗洛勒斯岛西海岸分布有科莫多巨蜥，其在道上的栖息地属于科莫多国家公园。岛屿东南部还设有有克里穆图国家公园。弗洛勒斯巨鼠也是这个岛上的特有物种。这些大型啮齿动物被认为是岛屿巨型化的例子。

## 參見

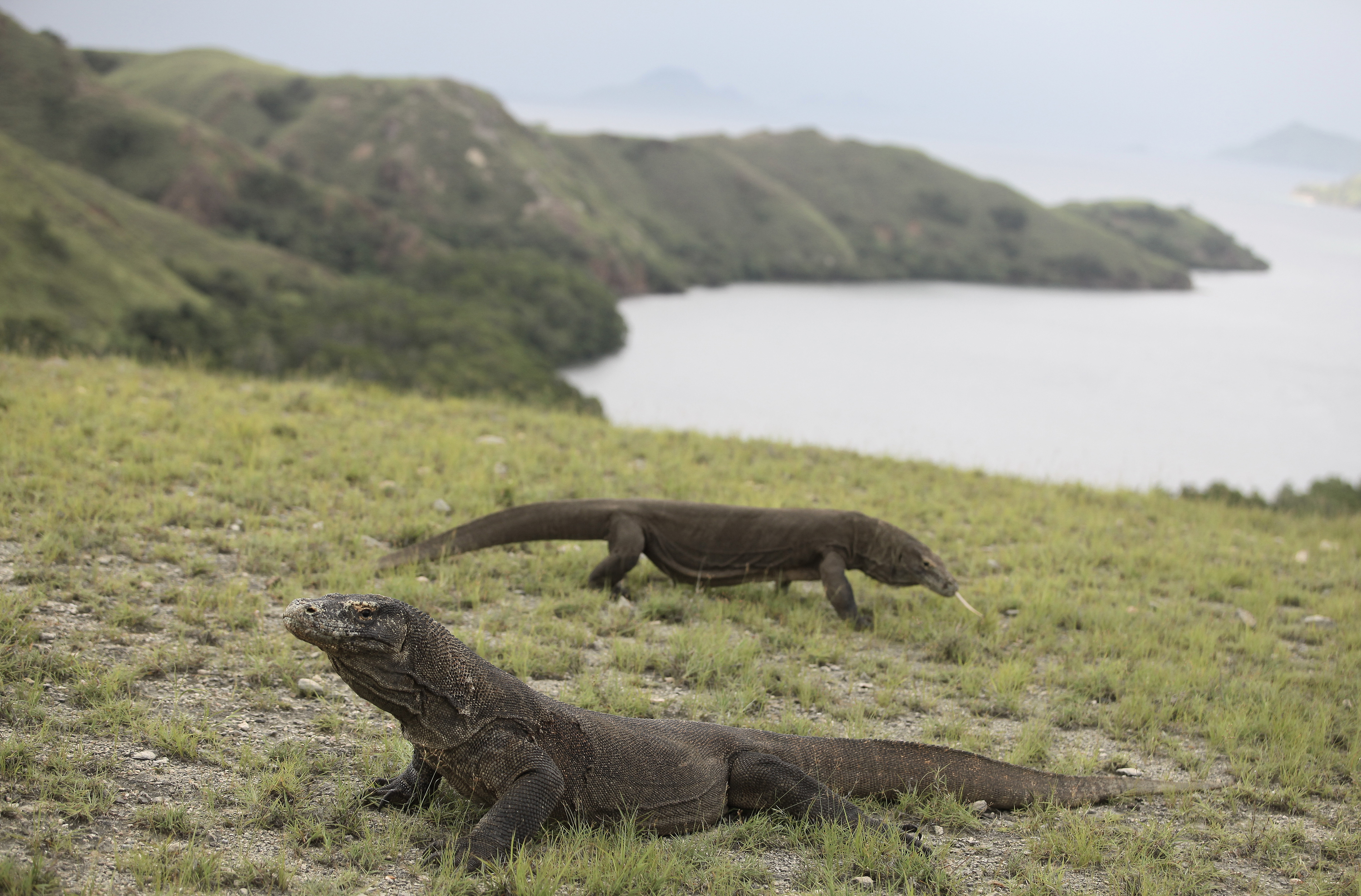
科莫多国家公园

## 管治
弗洛勒斯是印尼东努沙登加拉省的一部分，以下再分为五个区，从西到东分别是芒加莱（Manggarai）、恩加达（Ngada）、恩德（Ende）、锡卡（Sikka）和東弗洛勒斯（Flores Timur）。

## 外部連結
- 维基共享资源上的相關多媒體資源：弗洛勒斯岛
- Flores & Komodo - History （页面存档备份，存于）